# قرارداد داماد دی جونل
قرارداد داماد دی جونل (به عربی: اتفاق الداماد دی جوفنیل) قراردادی بین رئیس کشور سوریه احمد نامی و کمیسر فرانسوی آنری پونسو است که نامی خلال انقلاب بزرگ سوری، هنگامی که ریاست دولت را به عهده گرفت با فرانسه منعقد کرد. این قرار داد به شکل رسمی به عنوان تحقق اهداف انقلاب و به عنوان دستورالعمل رئیس کشور مطرح شد. این قرار داد متشکل از ده بند بود که به تشکیل مجلس مؤسسان برای تعیین قانون اساسی برای سوریه، بستن قرارداد صلح و دوستی بین سوریه و فرانسه همانند عراق و بریتانیا و پایان استعمار سوریه توسط فرانسه، تحقق یک‌پارچگی سوریه، لغو دادگاه‌های مخلوط که اجازه بازخواست دادگاه‌های سوریه از فرانسویان را نمی‌داد، تأسیس ارتش ملی، عفو عمومی از عاملان انقلاب، لغو غرامت‌های جنگی از دمشق و دیگر شهرهای سوریه، جبران خسارت‌های ناشی از انقلاب و اصلاح نظام پولی و پیوستن سوریه به جامعه ملل بود. بندهای قرارداد را دولت در روزنامه و رادیو منتشر کرد اما حکومت فرانسه در اجرایی‌کردن قرارداد کارشکنی می‌کرد که منجر شد رئیس دولت را وادار به استعفا در سال ۱۹۲۸ کند. با وجود این برخی از بندها نظیر عفو عمومی و جبران خسارت دیدگان و انتخابات مجلس مؤسسان و وضع قانون اساسی سال ۱۹۳۰ تحقق یافت و سال ۱۹۳۶ پیمان استقلال سوریه از فرانسه بررسی شد.